# 日本—利比里亚关系
日本—利比里亚关系建立于1961年9月，此后两国一直维系着外交关系。之前日本在利比里亚设有大使馆，不过现在由日本驻加纳大使馆兼辖。

## 历史
日本于1961年9月与利比里亚建立外交关系。利比里亚于1969年在东京设立驻日本大使馆。日本则于1973年在利比里亚首都蒙罗维亚设立大使馆。但随着利比里亚内战加剧，1990年使馆所有工作人员撤离，随后于2004年关闭。目前日本驻加纳大使馆兼辖对利比里亚的相关事务。
在2014年西非埃博拉出血热疫情爆发期间，为遏制疫情蔓延，日本政府对包括利比里亚在内的疫区国家展开了积极援助，并派自卫队赠送了防护服。尽管利比里亚总统埃伦·约翰逊·瑟利夫曾请求友好国家日本派遣自卫队医疗团队支援。但日本并未直接向该国派出支援人员，仅向位于德国的美国非洲司令部派遣了自卫队员进行信息收集工作。

## 外交关系
利比里亚内战结束后，首位通过选举产生的女性总统埃伦·约翰逊·瑟利夫高度重视与主要发展援助国日本之间的关系。她于2007年3月首次以利比里亚总统的身份访日，并与日本多位政要会晤。之后她于2008年5月出席第四届非洲开发会议，2012年10月参加在东京举行的世界银行和国际货币基金组织年会，2013年5月再次出席非洲开发会议，并于2015年8月出席“世界妇女及其生活大会”。在这几次访问中她先后与安倍晋三、福田康夫、野田佳彦等多位日本首相举行首脑会谈，日方表达了对利比里亚提供援助的积极态度，而利比里亚方面则对日本推动联合国安理会改革给予了支持。
利比里亚总统乔治·维阿于2019年8月访问日本，他与日本首相安倍晋三举行了首脑会谈。日方高度评价利比里亚克服内战和埃博拉疫情的艰难处境，并通过民主选举实现和平与稳定。双方还就朝鲜核问题等全球性安全议题交换了意见，并一致同意进一步深化双边合作关系。
自利比里亚实行民主选举以来，日本内阁大臣亦多次出访利比里亚。2006年，日本派遣了外务大臣政务官伊藤信太郎出席埃伦·约翰逊·瑟利夫总统的就职典礼。2018年，外务副大臣佐藤正久作为特派大使前往出席乔治·维阿总统的就职典礼。此外在2013年，日非友好议员联盟成员逢澤一郎与牧島花蓮访问了包括利比里亚在内的多个非洲国家，其目的是加强双方合作。

## 经济援助
截至2021年，包括日元贷款和无偿资金援助在内日本对利比里亚的累计援助总额已超过400亿日元，这一数字意味着日本已成为利比里亚的主要援助国之一。援助内容多集中于渔业及水产领域，但自埃博拉出血热疫情之后，医疗、卫生及护理等领域的援助也有所增加。此外作为内战后基础设施重建项目的一部分，蒙罗维亚首都圈的“索马里大道修复计划”正在日本的支持下积极推进。
此外利比里亚在“方便旗船”注册数量方面仅次于巴拿马位居世界前列，在日本运营的船舶中也有相当数量挂利比里亚船旗。近年来利比里亚的船舶注册数量呈现出迅速增长的趋势，势头甚至超过其他主要开放船籍国如巴拿马和马绍尔群岛。